# Calapnita
Calapnita is een geslacht van spinnen uit de familie trilspinnen (Pholcidae).

## Soorten
Het geslacht kent de volgende soorten:
- Calapnita phasmoides Deeleman-Reinhold, 1986
- Calapnita phyllicola Deeleman-Reinhold, 1986
- Calapnita subphyllicola Deeleman-Reinhold, 1986
- Calapnita vermiformis Simon, 1892